# William Czar Bradley

William Czar Bradley

William Czar Bradley (* 23. März 1782 in Westminster, Republik Vermont; † 3. März 1867 ebenda) war ein US-amerikanischer Politiker. Von 1813 bis 1815 und von 1825 bis 1827 vertrat er den ersten sowie zwischen 1823 und 1825 den zweiten Wahlbezirk des Bundesstaates Vermont im US-Repräsentantenhaus.

## Werdegang
William Bradley besuchte die Grundschule in Cheshire (Connecticut) und in Charlestown (New Hampshire). Für eine kurze Zeit studierte er auch an der Yale University. Dieses Studium hat er aber nicht beendet, weil er von der Universität verwiesen wurde. Nach einem Jurastudium und seiner im Jahr 1802 erfolgten Zulassung als Rechtsanwalt begann Bradley in Westminster in seinem neuen Beruf zu praktizieren. Zwischen 1804 und 1811 war er Bezirksstaatsanwalt im Windham County.
Politisch war er Mitglied der von Thomas Jefferson gegründeten Demokratisch-Republikanischen Partei. Zwischen 1806 und 1807 und später noch einmal im Jahr 1819 war er Abgeordneter im Repräsentantenhaus von Vermont. Im Jahr 1812 gehörte er dem Beraterstab des Gouverneurs von Vermont an. Bei den Kongresswahlen des Jahres 1812, die staatsweit abgehalten wurden, wurde Bradley in das US-Repräsentantenhaus in Washington, D.C. gewählt. Dort trat er am 4. März 1813 die Nachfolge von Samuel Shaw an. Bis zum 3. März 1815 konnte Bradley eine Legislaturperiode im Kongress absolvieren.
Zwischen 1815 und 1820 war Bradley Mitglied einer Kommission, die entsprechend dem Friedensvertrag von Gent, der den Britisch-Amerikanischen Krieg von 1812 beendet hatte, die Grenze zwischen dem US-Bundesstaat Maine und Kanada festlegte. In den 1820er Jahren wurde Bradley ein Anhänger von John Quincy Adams und Henry Clay, deren Fraktion er sich innerhalb seiner Partei anschloss. Als Kandidat dieser Gruppierung wurde er bei den Kongresswahlen des Jahres 1822 für den zweiten Distrikt von Vermont erneut in den Kongress gewählt. Dort übernahm er den Sitz, der zuvor von Phineas White eingenommen wurde. Nach einer Wiederwahl im Jahr 1824 konnte er zwischen dem 4. März 1823 und dem 3. März 1827 zwei Legislaturperioden im Repräsentantenhaus verbringen. In seiner letzten Legislaturperiode von 1825 bis 1827 vertrat er als Nachfolger von Rollin Carolas Mallary wieder den ersten Wahlbezirk, während Mallary im zweiten Bezirk Bradleys Sitz einnahm.
Nach dem Ende seiner letzten Amtszeit im Kongress arbeitete Bradley wieder als Anwalt. Nach der endgültigen Auflösung seiner alten Partei schloss er sich der von Andrew Jackson gegründeten Demokratischen Partei an. Als deren Kandidat bewarb er sich in den Jahren 1830, 1834 und 1838 jeweils erfolglos um das Amt des Gouverneurs von Vermont. In den folgenden Jahren wurde er ein Gegner der Sklaverei und Mitglied der kurzlebigen Free Soil Party. Im Jahr 1850 wurde Bradley noch einmal in das Repräsentantenhaus von Vermont gewählt. Nach der Gründung der Republikanischen Partei im Jahr 1854 wurde er deren Mitglied. 1856 war er einer der republikanischen Wahlmänner bei den Präsidentschaftswahlen, die für ihren, allerdings erfolglosen, Kandidaten John C. Frémont stimmten. Im Jahr 1857 war Bradley Delegierter auf einer Versammlung zur Überarbeitung der Staatsverfassung von Vermont. Ein Jahr später zog er sich aus der Politik und seiner Anwaltstätigkeit in den Ruhestand zurück. Er starb im März 1867 in seinem Geburtsort Westminster. William Bradley war mit Sara Richards verheiratet. Das Paar hatte eine im Jahr 1806 geborene Tochter namens Merab Ann.